# Kepler-91b
Kepler-91b es un planeta confirmado orbitando a la estrella Kepler-91, una estrella ligeramente más masiva que el Sol y que ha dejado la secuencia principal, siendo ahora una gigante roja.

## Reivindicaciones del descubrimiento
Kepler-91b fue inicialmente detectado mediante el análisis de los datos de la sonda Kepler, donde se encontraron disminuciones en la luminosidad de la estrella posiblemente causados por un tránsito (o elcipse) de un planeta. A principios de 2014, se confirmó una masa planetaria para este objeto haciendo uso del método de las variaciones elipsoidales por parte del equipo del Observatorio de Calar Alto. Esta técnica mide la distorsión en las capas externas de la atmósfera de una estrella debidas a la presencia de un planeta (u otro objeto masivo) orbitando muy cerca de la misma, similar al efecto de marea que produce la Luna sobre nuestros océanos. Estas variaciones de la luz causadas por Kepler-91b constituyen más de la tercera parte de las variaciones de luz en comparación con la profundidad de tránsito. Estas variaciones de la intensidad de la luz también permitieron determinar la masa del planeta. También se encontró que Kepler-91b refleja algo de la luz estelar de su estrella.
Un análisis más detallado alertó sobre la posibilidad para cuestionar la naturaleza planetaria del objeto. Sin embargo, un reciente estudio ha empleado la técnica de la velocidad radial para re-confirmar la naturaleza planetaria de este objeto.

## Características
Kepler-91b es de aproximadamente 14% menos masivo que Júpiter mientras que es más de 35% más grande, por lo que es menos de la mitad de denso que el agua. Kepler-91b orbita alrededor de la estrella madre en alrededor de 6,25 días. A pesar de ser una de las órbitas menos de borde en relación con la Tierra con la inclinación que es cerca de 68,5 grados, el tránsito se detectó por semieje mayor baja para acoger relación de radios de estrellas.
Se espera que Kepler-91b sea devorado por la estrella padre dentro de unos 55 millones de años, lo cual es muy poco tiempo en la escala astronómica.